# Mitjans ciutadans
Els Mitjans de comunicació ciutadans són continguts produïts per ciutadans privats que no són periodistes professionals. El periodisme ciutadà, els mitjans participatius i els mitjans democràtics són principis relacionats.

## Fons
El terme "mitjans ciutadans" va ser encunyat per Clemencia Rodríguez, que la va definir com "els processos transformadors que porten dins dels participants i les seves comunitats". Els mitjans de comunicació ciutadans caracteritzen les maneres en què les audiències poden convertir-se en participants en els mitjans utilitzant diversos recursos de les noves tecnologies.
Els mitjans ciutadans han florit amb l'arribada d'eines i sistemes tecnològics que faciliten la producció i distribució de mitjans, especialment Internet. Amb el naixement d'Internet i fins a la dècada de 1990, els mitjans ciutadans han respost a la negligència dels mitjans de comunicació tradicionals en l'interès públic i la representació partidista de notícies i esdeveniments mundials.
El 2007, l'èxit dels petits periodistes independents i privats va començar a rivalitzar amb els mitjans de comunicació corporatius en termes d'audiència i distribució. Els mitjans de comunicació de producció ciutadana han guanyat un estatus més alt i credibilitat pública des de les eleccions presidencials dels Estats Units de 2004 i des de llavors s'ha replicat àmpliament pel màrqueting corporatiu i la campanya política. L'ús i l'atenció dels mitjans ciutadans també van augmentar en reacció a les eleccions presidencials dels Estats Units de 2016. Els mitjans de comunicació tradicionals i els gegants dels mitjans de comunicació comercials han experimentat descensos en els beneficis i els ingressos que es poden atribuir directament a l'acceptació més àmplia dels mitjans de comunicació produïts pels ciutadans com a font oficial d'informació.

### Definició
Moltes persones prefereixen el terme "mitjans participatius" a "mitjans ciutadans", ja que els ciutadans tenen una relació necessària amb un concepte de l'Estat-nació. El fet que molts milions de persones es considerin apàtrides i sovint sense ciutadania limita el concepte a aquells que només reconeixen els governs. A més, la naturalesa molt global de moltes iniciatives de mitjans de comunicació participatius, com el Centre de Mitjans Independents, fa que parlar de periodisme en relació amb un estat nació en particular sigui en gran manera redundant, ja que la seva producció i difusió no reconeixen les fronteres nacionals.
Una manera diferent d'entendre els mitjans ciutadans va sorgir dels estudis culturals i les observacions fetes des d'aquest marc teòric treballen sobre com el circuit de la comunicació de masses mai va ser complet i sempre discutit, ja que els significats personals, polítics i emocionals i les inversions que el públic va fer en els productes distribuïts en massa de la cultura popular eren sovint en desacord amb els significats previstos dels seus productors.

### Crítica als mitjans ciutadans
Els mitjans produïts per ciutadans privats poden ser tan fàctics, satírics, neutrals o parcials com qualsevol altra forma de mitjans de comunicació, però no tenen afiliació política, social o corporativa. Sovint no hi ha formació ni comprensió de conceptes professionals –com ara fora de registre, objectivitat i equilibri– entre els que produeixen els seus propis mitjans de comunicació. Alguns argumenten que els ciutadans normals poden fer més mal que bé si són capaços de publicar els seus pensaments i opinions personals i deixar-los com a periodisme legítim.
Les següents són maneres que els mitjans ciutadans distingeixen negativament del periodisme tradicional, segons els crítics:
Els biaixos poden ser un problema en els mitjans ciutadans perquè hi ha múltiples passos que els periodistes tradicionals han de patir abans de publicar, com ara esperar confirmació abans d'informar d'una història. Aquests passos no sempre passen a la publicació dels mitjans ciutadans perquè no estan afiliats a cap entitat que tingui editors addicionals. Això pot resultar en una manca de responsabilitat i una forta presència de biaix personal.
La transparència és un altre punt de crítica. En els mitjans ciutadans, l'usuari que genera el contingut és sovint anònim, amagat per un nom d'usuari. En els mitjans tradicionals, la identitat del periodista o editor és coneguda i es pot identificar per la seva línia de referència. Per contra, hi ha algunes formes de mitjans ciutadans, en què l'autor és conegut; això és més sovint en els blogs.

## Modes
Hi ha moltes formes de mitjans de producció ciutadana, inclosos blogs, vlogs, podcasts, narració digital, ràdio comunitària, vídeo participatiu i més, i es poden distribuir a través de televisió, ràdio, internet, correu electrònic, cinema, DVD i moltes altres formes. Moltes organitzacions i institucions existeixen per facilitar la producció de mitjans de comunicació per part de ciutadans privats, inclosos, entre d'altres, canals de televisió per cable públics, educatius i d'accés del govern (PEG), centres de mitjans de comunicació independents i centres tecnològics comunitaris.

### Impressió
Les Zines són un exemple de mitjans ciutadans. Segons Barnard College, hi ha diverses definicions per a zines, però comparteixen les següents característiques: "autopublicat i l'editor no respon a ningú; tiratge petit i autodistribuït; motivat pel desig d'expressar-se en lloc de guanyar diners; fora del corrent principal; baix pressupost." 
Les Zines són autopublicades i lliures de qualsevol responsabilitat davant d'un proveïdor de serveis d'Internet, com ho són els blogs. Com a resultat, els creadors són capaços d'eludir les directrius del periodisme tradicional, com ara els drets d'autor i les consideracions ètiques.

### Ràdio
World Wide Community Radio ha estat impulsada per metodologies participatives amb rics exemples de ràdio comunitària que proporciona un model de mitjans de comunicació de propietat, operat i impulsat per la comunitat sense ànim de lucre.
El Servei de Radiodifusió Pública (PBS) als Estats Units, iniciat per la Llei de Radiodifusió Pública de 1967, reserva alguns fons públics de radiodifusió per produir programació de televisió electrònica. Tradicionalment, els afiliats de ràdio PBS no han fet concessions per a la programació o producció privada ciutadana.
Les estacions com WBAI, KPFA, KPFK i Pacifica Radio Network tenen models de programa que permeten la participació ciutadana en aspectes de l'estació, inclosa la producció.
Molts titulars de llicències d'educació no comercial (NCE) de la Comissió Federal de Comunicacions de baix poder (FCC) es consideren estacions de ràdio comunitàries (incloses la ràdio de secundària i la ràdio universitària), amb diversos nivells de participació del públic.

### Televisió
Amb el naixement de la televisió per cable en la dècada de 1950 van arribar moviments d'interès públic per democratitzar aquesta nova indústria en auge. Molts països de tot el món van desenvolupar mitjans legislats perquè els ciutadans privats accedissin i usessin els sistemes de cable local per als seus propis propòsits iniciats per la comunitat.
Public Access Television (PEG) als Estats Units és un model governamental que proporciona als ciutadans d'un municipi franquiciat per cable l'accés als canals locals de televisió d'accés públic per produir i distribuir la seva pròpia programació. La programació de televisió d'accés públic és una iniciativa de la comunitat i serveix com a plataforma per satisfer les necessitats locals.
Els canals comunitaris al Canadà també proporcionen accés als ciutadans per distribuir el seu propi contingut de programació, així com la televisió comunitària a Austràlia.
Els centres tecnològics comunitaris són organitzacions privades sense ànim de lucre que es troben als Estats Units i que serveixen per augmentar l'accés i la formació en tecnologia per a aplicacions socials.
La televisió no és tan rellevant o àmpliament utilitzada en la cultura americana com ho va ser en la dècada de 1950, o fins i tot en les últimes dècades. Un estudi de 1990 va trobar que els estatunidencs passen una mitjana de set anys veient la televisió. Altres formes de mitjans de comunicació, com els serveis de transmissió en línia com Netflix, Hulu i Amazon Prime, han complementat i substituït la televisió com una forma comuna de mitjans visuals per a l'entreteniment i les notícies.

### Internet
La tecnologia de consum assequible i l'accés més ampli a Internet han creat nous mètodes de distribució electrònica. Mentre que el mercat de mitjans corporatius gaudia d'un llarg període de monopoli en la distribució de mitjans, Internet va donar a llum a innombrables productors de mitjans independents i noves vies per lliurar continguts als espectadors. Els models comercials que utilitzen aquests nous mètodes neixen i són adquirits diàriament per les corporacions de mitjans de comunicació.
Webs de Periodisme Ciutadà que animen als membres del públic a publicar notícies que els siguin rellevants.
El desenvolupament social dels Centres Independents de Mitjans de Comunicació (IMC) va introduir els mitjans de comunicació col·laboratius amb conceptes de presa de decisions de consens, inclusió obligatòria de dones i minories, control no corporatiu, l'acreditació anònima. Les IMC s'han fundat en més de 200 ciutats de tot el món.
El desenvolupament tecnològic dels Sistemes de Gestió de Continguts (CMS) a finals de la dècada de 1990, que permetia a persones no tècniques escriure i publicar articles a Internet, va generar el naixement de weblogs o blogs, Podcasting (blocs d'àudio), Vlogs (blocs de vídeo), wikis col·laboratius i taulers d'anuncis basats en web i "fòrums".

### Blogs
The Guardian va anomenar HuffPost (anteriorment conegut com The Huffington Post abans de la seva renom el 2017) el blog més poderós del món el 2008. "The Huffington Post es va convertir en una de les revistes més influents i populars de la web. Va reclutar columnistes professionals i bloguers famosos", va informar The Guardian en el seu article "The world's 50 most powerful blogs". El HuffPost es classifica com a mitjans de comunicació ciutadans tal com es defineix anteriorment en l'article perquè les audiències també poden convertir-se en participants i interactuar amb els mitjans utilitzant els diferents recursos oferts; els escriptors de HuffPost no sempre són periodistes professionals.

### Vídeo
El vídeo participatiu és un enfocament i mitjà de mitjans participatius o ciutadans que s'ha fet cada vegada més popular amb la caiguda del cost de la producció de pel·lícules/vídeos, la disponibilitat de càmeres de vídeo de consum simples i altres equips, i la facilitat de distribució a través d'Internet.
Tot i que els vídeos/pel·lícules poden ser produïts per un sol individu, la producció sovint requereix un grup de participants. I, per tant, el cinema participatiu inclou un conjunt de tècniques per involucrar comunitats/grups en la conceptualització i producció de les seves pròpies pel·lícules. Chris Lunch, un autor contemporani preeminent sobre vídeo participatiu i director executiu d'Insight, explica que "La idea darrere d'això és que fer un vídeo és fàcil i accessible, i és una gran manera d'unir persones per explorar qüestions, expressar preocupacions o simplement ser creatiu i explicar històries."
El vídeo participatiu es va desenvolupar en oposició a enfocaments de cinema documental més tradicionals, en què el coneixement indígena i les iniciatives locals són filmades i disseminades per cineastes professionals externs. Aquests professionals, sovint d'entorns relativament privilegiats, utilitzen la seva llicència artística per dissenyar històries narratives i interpretar el significat de les imatges/accions que filmen. Com a tal, la pel·lícula es crea sovint en benefici dels forasters i aquells que són filmats rarament es beneficien de la seva participació. Els objectius del vídeo participatiu són facilitar l'apoderament, l'autosuficiència comunitària i la comunicació.

#### Orígens
Els primers experiments en VP van ser el treball de Don Snowden, un canadenc que va ser pioner en la idea d'utilitzar mitjans per permetre un enfocament de desenvolupament comunitari centrat en les persones. Després director del Departament d'Extensió de la Universitat Memorial de Terranova, Snowden va treballar amb el cineasta Colin Low i el programa de la National Film Board of Canada's Challenge for Change per aplicar les seves idees a l'illa de Fogo, Terranova, una petita comunitat pesquera.
En veure les pel·lícules dels altres, els vilatans es van adonar que compartien moltes de les mateixes preocupacions i es van unir per crear solucions. Les pel·lícules dels vilatans van ser compartides amb els responsables polítics, molts dels quals no tenien una concepció real de les condicions en què vivien els illencs de Fogo. Com a resultat d'aquest diàleg, els responsables polítics van introduir canvis en la regulació. Snowden va passar a aplicar el procés Fogo a tot el món fins a la seva mort a l'Índia el 1984. Des de llavors, la major part del desenvolupament de la tècnica de vídeo participatiu ha estat dirigida per professionals no acadèmics al Regne Unit, França, Austràlia i Canadà.

#### YouTube
Creat el 2005, YouTube s'ha convertit en un dels llocs de publicació de vídeos originals més grans de l'última dècada. Inicialment es va pensar que era un gran espai per a contingut aleatori. Un any després de la seva creació, YouTube es va referir de sobte com "els primers signes d'una era de posttelevisió, un focus d'interès seriós de la indústria dels mitjans de comunicació, el lloc de nous i difícils problemes legals i preocupacions morals i ètiques. " YouTube s'ha convertit ràpidament en una sortida tant per als canals de notícies com per als usuaris individuals per publicar notícies i altres continguts dels mitjans. Les principals xarxes de notícies com CNN, NBC, BBC i Fox News, tenen els seus propis canals on publiquen clips de transmissions i entrevistes.
Els vídeos participatius es distribueixen en línia i fora de línia. En línia, es carreguen i es comparteixen a través de vlogs, programari social i llocs de publicació de vídeo. Alineat amb l'objectiu de vídeo participatiu per crear comunitat i comunicació, YouTube actualment té una forta comunitat de més de mil milions d'usuaris que veuen mil milions d'hores de vídeo diàriament. La capacitat dels usuaris per triar fonts de mitjans i quin contingut volen veure afegeix al concepte de mitjans personalitzats, un component important dels mitjans ciutadans.